# Дональд Плезенс
Дональд Генрі Плезенс (англ. Donald Henry Pleasence; 5 жовтня 1919, Ворксоп, Велика Британія — 2 лютого 1995, Сен-Поль-де-Ванс, Франція) — англійський актор, кавалер ордена Британської імперії. За свою творчу кар'єру знявся більш ніж у 200 фільмах та серіалах. У більшості картин грав негативних персонажів. Серед усіх його робіт виділяються ролі Ернста Ставро Блофельда у фільмі про Джеймса Бонда «Живеш тільки двічі» і доктора Сема Луміса у серії фільмів жахів «Хелловін».

## Біографія

### Юність
Плезенс народився у Ворксопі, Ноттінгемшир, в Англії, син Аліси (уродженої Армітейж) та Томаса Стенлі Плезенс. Ріс у невеликому селі Грімолдбі, Лінкольншир, виховувся методистом. Навчався в молодшій школі Кросбі у Сканторпі та Екклсефільдській гімназії у Шеффілді, Йоркшир.
Попрацювавши на залізничній станції в Свінтоні, він вирішив, що хоче стати професійним актором, і в 1939 році влаштувався в Джерсійську репертуарну трупу.

### Друга світова війна
Акторська кар'єра почалася з театральної ролі Харетона Ерншоу у виставі «Буремний перевал» у травні 1939 року, проте була перервана через початок Другої світової війни. Спершу Дональд Плезенс хотів відмовитися від служби в армії через свої переконання, зареєструвавшись як відмовник з міркувань совісті, але восени 1940 року, після атак Люфтваффе на Лондон, змінив свою позицію і вуступив добровольцем до лав військово-повітряних сил. Служив у 166-й ескадрильї бомбардувальників, здійснивши майже шістдесят рейдів проти країн Осі над окупованою Європою. Його літак «Avro Lancaster» було збито 31 серпня 1944 року під час рейду на Ажанвіль, після чого він потрапив у полон, де перебував до кінця війни.
У 1946 році був демобілізований з повітряних сили Великої Британії.

### Артистична кар'єра
Повернувшись до акторства після війни, Плезенс відновила роботу в театральних трупах Бірмінгема та Бристоля. На нього одразу звернули увагу критики, які назвали його «людиною з гіпнотичними очима». Крім гарного зовнішнього вигляду, актор мав добрий голос, неголосний, але інтенсивний. У підсумку у своїй творчій кар'єрі він грав переважно безумців або злодіїв, у тому числі Іоанна Безземельного у телесеріалі про Робіна Гуда, Генріха Гіммлера у «Орел приземлився» та Блофельда у «Живеш тільки двічі», а також доктора Криплена. Крім цього, Плезенс активно брав участь в аудіозаписах для дітей.
Плезенс двічі було номіновано на премію «Тоні» за найкраще виконання головної ролі у п'єсі: 1969 року за роль у п'єсі «Чоловік зі шкляного кіоску» і 1972 року за роль у п'єсі «Мудра дитина». 1994 року актора було нагороджено орденом Британської імперії.

### Приватне життя
Актор був одружений чотири рази. Мав п'ять дочок.[джерело?]

## Ролі у театрі
- 1946, 16 липня — 11 серпня — «Порочне коло»/«Vicious circle», за п'єсою Сартра «За зачиненими дверима». Режисер Пітер Брук/Arts Theatre Club[en], Лондон, — Коридорний

## Фільмографія
| Рік       |     | Українська назва                              | Оригінальна назва                         | Роль                                                       |
| --------- | --- | --------------------------------------------- | ----------------------------------------- | ---------------------------------------------------------- |
| 1954      | ф   |                                               | The Beachcomber                           | Тромп                                                      |
| 1954      | ф   |                                               | Orders Are Orders                         | капрал Мартін                                              |
| 1955      | ф   | Ціна грошей                                   | Value for Money                           | Лімпі                                                      |
| 1956      | с   | Пригоди Робін Гуда                            | The Adventures of Robin Hood              | Король Джон (4 епізоди)                                    |
| 1956      | ф   | 1984                                          | 1984                                      | Р. Парсонс                                                 |
| 1957      | ф   | Мануела                                       | Manuela                                   | Еванс                                                      |
| 1957      | ф   | Барнакл Білл                                  | Barnacle Bill                             | касир                                                      |
| 1958      | ф   | Повість про два міста                         | A Tale of Two Cities                      | Джон Барсад                                                |
| 1958      | ф   | Двоголовий шпигун                             | The Two-Headed Spy                        | генерал Гардт                                              |
| 1959      | ф   | Озирнись у гніві                              | Look Back in Anger                        | торговий інспектор                                         |
| 1959      | ф   | Вбивці з Кіліманджаро                         | Killers of Kilimanjaro                    | капітан                                                    |
| 1960      | ф   | Плоть і демони                                | The Flesh and the Fiends                  | Вільям Харе                                                |
| 1960      | ф   | Цирк жахів                                    | Circus of Horrors                         | Вейнет                                                     |
| 1960      | ф   | Пекло — це місто                              | Hell Is a City                            | Гус Хокінс                                                 |
| 1960      | ф   | Руки Орлака                                   | The Hands of Orlac                        | Грем Коутс                                                 |
| 1961      | ф   | Історія Давида                                | A Story of David                          | Навал                                                      |
| 1962      | с   | Сутінкова зона                                | The Twilight Zone                         | професор Елліс Фаулер (епізод "The Changing of the Guard") |
| 1963      | ф   |                                               | The Caretaker                             | Мак Дейвіс / Бернард Дженкінс                              |
| 1963      | ф   | Велика втеча                                  | The Great Escape                          | лейтенант Колін Блайт                                      |
| 1963      | ф   | Доктор Кріппен                                | Dr. Crippen                               | доктор Гарві Кріппен                                       |
| 1963      | с   | За межею можливого                            | The Outer Limits                          | професор Гарольд Фінлі (епізод "The Man with the Power")   |
| 1964      | с   | Шпіонаж                                       | Espionage                                 | Ескалон (епізод "The Liberators")                          |
| 1965      | ф   | Найвеличніша історія з коли-небудь розказаних | The Greatest Story Ever Told              | Сатана                                                     |
| 1965      | ф   | Стежка Алілуя                                 | The Hallelujah Trail                      | «Оракул» Джонс                                             |
| 1965      | с   | Захисники                                     | The Defenders                             | доктор Байрон Сол (епізод "Fires of the Mind")             |
| 1966      | ф   | Тупик                                         | Cul-de-sac                                | Джордж                                                     |
| 1966      | ф   | Око Диявола                                   | Eye of the Devil                          | Пере Домінік                                               |
| 1966      | ф   | Фантастична подорож                           | Fantastic Voyage                          | доктор Майклс                                              |
| 1967      | ф   | Ніч генералів                                 | The Night of the Generals                 | генерал Каленберґ                                          |
| 1967      | ф   | Живеш тільки двічі                            | You Only Live Twice                       | Ернст Ставро Блофельд                                      |
| 1967      | ф   | Незрівнянний                                  | Matchless                                 | Грегорі Андрену                                            |
| 1968      | ф   |                                               | Will Penny                                | Квінт                                                      |
| 1969      | ф   |                                               | The Madwoman of Chaillot                  | старатель                                                  |
| 1970      | ф   | Солдат у синьому мундирі                      | Soldier Blue                              | Ісаак Кумбер                                               |
| 1971      | ф   | THX 1138                                      | THX 1138                                  | SEN                                                        |
| 1971      | ф   | Небезпечне пробудження                        | Wake in Fright                            | Док Тайдон                                                 |
| 1971      | ф   | Викрадений                                    | Kidnapped                                 | Балфур                                                     |
| 1972      | с   | Гаваї 5-О                                     | Hawaii Five-O                             | Ганс Фоглер (епізод "The Ninety-Second War: Part II")      |
| 1972      | ф   | Лінія смерті                                  | Death Line                                | інспектор Колхаун                                          |
| 1972      | ф   | Щуролов                                       | The Pied Piper                            | Барон                                                      |
| 1973      | ф   | Розповіді, свідки божевілля                   | Tales That Witness Madness                | професор Тремейн                                           |
| 1973      | с   | Коломбо                                       | Columbo                                   | Адріан Карсіні (епізод "Any Old Port in a Storm")          |
| 1974      | с   |                                               | Performance                               | Гауптман з Копеніка (епізод "The Captain of Köpenick")     |
| 1974      | ф   | З могили                                      | From Beyond the Grave                     | Джим Андервуд                                              |
| 1974      | ф   | Чорний вітряк                                 | The Black Windmill                        | Седрік Гарпер                                              |
| 1974      | ф   | Творець виродків                              | The Mutations                             | професор Нолтер                                            |
| 1975      | тф  | Граф Монте Крісто                             | The Count of Monte-Cristo                 | Данглар                                                    |
| 1975      | ф   | Втеча на Відьмину гору                        | Escape to Witch Mountain                  | Лукас Дераніан                                             |
| 1975      | ф   | Серця заходу                                  | Hearts of the West                        | А.Дж. Нейц                                                 |
| 1976      | ф   | Судовий поєдинок                              | Trial by Combat                           | сер Джайлс Марлі                                           |
| 1976      | ф   | Земля Мінотавра                               | The Devil's Men                           | Отець Роше                                                 |
| 1976      | ф   |                                               | The Passover Plot                         | Понтій Пілат                                               |
| 1976      | ф   | Останній магнат                               | The Last Tycoon                           | Бокслі                                                     |
| 1976      | ф   | Орел приземлився                              | The Eagle Has Landed                      | Генріх Гіммлер                                             |
| 1977      | с   | Ісус із Назарета                              | Jesus of Nazareth                         | Мельхіор (4 епізоди)                                       |
| 1977      | ф   | Моторошні створення                           | The Uncanny                               | Валентайн Дет                                              |
| 1977      | ф   | О, Боже!                                      | Oh, God!                                  | доктор Хармон                                              |
| 1977      | ф   | Телефон                                       | Telefon                                   | Микола Далчінський                                         |
| 1978      | ф   | Кровні узи                                    | Blood Relatives                           | Джеймс Доньяк                                              |
| 1978      | ф   | Завтра не настане ніколи                      | Tomorrow Never Comes                      | доктор Тодд                                                |
| 1978      | тф  | Байстрюк                                      | The Bastard                               | Соломон Шолто                                              |
| 1978      | ф   | Нічне чудовисько                              | Night Creature                            | Аксель МакГрегор                                           |
| 1978      | ф   | Клуб самотніх сердець сержанта Пеппера        | Sgt. Pepper's Lonely Hearts Club Band     | Б.Д. Хоффлер                                               |
| 1978      | ф   | Загибель мадам Леман                          | L'ordre et la securite du monde           | Ротко                                                      |
| 1978—1979 | с   | Століття                                      | Centennial                                | Сем Пуркас (12 епізодів)                                   |
| 1978      | ф   | Хелловін                                      | Halloween                                 | доктор Сем Луміс                                           |
| 1979      | ф   | Розгніваний                                   | L'homme en colere                         | Альберт Рампелмеєр                                         |
| 1979      | ф   | Дракула                                       | Dracula                                   | доктор Джек Сьюард                                         |
| 1979      | тф  | Краще пізно, ніж ніколи                       | Better Late Than Never                    | полковник Ріддл                                            |
| 1979      | тф  | На західному фронті без змін                  | All Quiet on the Western Front            | Канторек                                                   |
| 1979      | ф   | Ягуар живий!                                  | Jaguar Lives!                             | генерал Вілланова                                          |
| 1980      | ф   | Людина-пума                                   | L'uomo puma                               | Кобрас                                                     |
| 1980      | тф  | Лезо на пір'ї                                 | Blade on the Feather                      | професор Джейсон Кавендіш                                  |
| 1981      | ф   | Клуб монстрів                                 | The Monster Club                          | Пікерінг                                                   |
| 1981      | ф   | Втеча з Нью-Йорка                             | Escape from New York                      | президент                                                  |
| 1981      | ф   | Хелловін 2                                    | Halloween II                              | доктор Сем Луміс                                           |
| 1981      | с   | Суботнього вечора в прямому ефірі             | Saturday Night Live                       | гість (епізод "Donald Pleasence/Fear")                     |
| 1981      | ф   | До скарбів авіакатастрофи                     | Race for the Yankee Zephyr                | Гілберт Карсон                                             |
| 1982      | ф   | Один у темряві                                | Alone in the Dark                         | доктор Лео Бейн                                            |
| 1982      | тф  | Свідок обвинувачення                          | Witness for the Prosecution               | містер Майерс                                              |
| 1983      | ф   | Воїни загубленого світу                       | Warrior of the Lost World                 | Проссор                                                    |
| 1983      | ф   | Жах Девонсвілля                               | The Devonsville Terror                    | доктор Варлі                                               |
| 1984      | ф   | Двоюрідна бабуся Франкенштейна                | Frankenstein's Great Aunt Tillie          | Віктор Франкенштайн                                        |
| 1984      | тф  | Тріумфальна арка                              | Arch of Triumph                           | Хааке                                                      |
| 1984      | ф   | Рідкісна порода                               | A Breed Apart                             | Джей Пі Вайтєр                                             |
| 1984      | док | Жах поміж рядами                              | Terror in the Aisles                      | ведучий                                                    |
| 1985      | ф   | Феномен                                       | Phenomena                                 | професор Джон МакГрегор                                    |
| 1985      | ф   | Скарби Амазонки                               | The Treasure of the Amazon                | Клаус фон Блантц                                           |
| 1985      | ф   | Занадто гарні, щоб померти                    | Sotto il vestito niente                   | комісар Данесі                                             |
| 1985      | тф  | Чорна стріла                                  | Black Arrow                               | сер Олівер Оутс                                            |
| 1986      | ф   | Місія «Кобра»                                 | Cobra Mission                             | отець Ленуар                                               |
| 1987      | ф   | Привиди                                       | Spettri                                   | професор Ласкі                                             |
| 1987      | ф   |                                               | Ground Zero                               | Проспер Геффні                                             |
| 1987      | ф   | Джанго 2                                      | Django 2 - Il grande ritorno              | Бен Ганн                                                   |
| 1987      | ф   | Принц темряви                                 | Prince of Darkness                        | Отець Луміс                                                |
| 1988      | ф   | Привид смерті                                 | Un delitto poco comune                    | інспектор Датті                                            |
| 1988      | ф   | Командир                                      | Der Commander                             | Генрі Карлсон                                              |
| 1988      | ф   | Носферату у Венеції                           | Nosferatu a Venezia                       | Дон Альвізе                                                |
| 1988      | ф   | Війна Ханни                                   | Hanna's War                               | капітан Томас Роза                                         |
| 1988      | тф  | Велика втеча 2                                | The Great Escape II: The Untold Story     | доктор Ебселон                                             |
| 1988      | ф   | Хелловін 4: повернення Майкла Маєрса          | Halloween 4: The Return of Michael Myers  | доктор Сем Луміс                                           |
| 1989      | ф   |                                               | Ten Little Indians                        | Лоуренс Воргрейв                                           |
| 1989      | ф   | Жах Паганіні                                  | Paganini Horror                           | містер Пікетт                                              |
| 1989      | ф   | Річка смерті                                  | River of Death                            | Генріх Спаатц                                              |
| 1989      | с   | Міс Марпл                                     | Miss Marple                               | Джейсон Рейфіл (епізод "Карибська таємниця")               |
| 1989      | ф   | Хелловін 5: Помста Майкла Маєрса              | Halloween 5: The Revenge Of Michael Myers | доктор Сем Луміс                                           |
| 1989      | ф   | Експрес на Касабланку                         | Casablanca Express                        | полковник Бейтс                                            |
| 1990      | ф   | Поховані живцем                               | Buried Alive                              | доктор Шеффер                                              |
| 1991      | тф  | Жінки зі зброєю                               | Women in Arms                             | Дрейфус                                                    |
| 1991      | ф   | Мільярди                                      | Miliardi                                  | Ріпа                                                       |
| 1991      | ф   | Тіні і туман                                  | Shadows and Fog                           | доктор                                                     |
| 1992      | с   | Лавджой                                       | Lovejoy                                   | Карел Редл (епізод "The Prague Sun")                       |
| 1992      | ф   | Дьєнб'єнфу                                    | Dien Bien Phu                             | Говард Сімпсон                                             |
| 1993      | мф  | Злодій і швець                                | The Thief and the Cobbler                 | Фідо (озвучення)                                           |
| 1993      | ф   | Година свині                                  | The Hour of the Pig                       | Пінчеон                                                    |
| 1995      | ф   | Хелловін 6: проклін Майкла Маєрса             | Halloween: The Curse of Michael Myers     | доктор Сем Луміс                                           |
| 1996      | ф   | Екран-вбивця                                  | Fatal Frames - Fotogrammi mortali         | професор Робінсон                                          |